# Eclissi solare dell'11 giugno 2086
L'Eclissi solare dell'11 giugno 2086, di tipo totale, è un evento astronomico che avrà luogo il suddetto giorno con centralità attorno alle ore 11:07 UTC.
L'eclissi avrà un'ampiezza massima di 86 chilometri e una durata di 1 minuti e 48 secondi, attraversa ampiamente sul mare, ma è visibile sulla terraferma da questi 7 paesi: Sud Africa, Namibia, Botswana, Zimbabwe, Mozambico, Malawi e Madagascar.

## Eclissi correlate

### Eclissi solari 2083 - 2087
Questa eclissi è un membro di una serie semestrale. Un'eclissi in una serie semestrale di eclissi solari si ripete approssimativamente ogni 177 giorni e 4 ore (un semestre) in nodi alternati dell'orbita della Luna.

### Ciclo di Saros 148
L'evento fa parte del ciclo di Saros 148, che si ripete ogni circa 18 anni e 11 giorni, comprendente 75 eventi. La serie è iniziata con un'eclissi solare parziale il 21 settembre 1653. Ha eclissi anulari il 29 aprile 2014 e il 9 maggio 2032 e un'eclissi ibrida il 20 maggio 2050. Ha eclissi totali dal 31 maggio 2068 al 3 agosto 2771. La serie termina al membro 75 con un'eclissi parziale il 12 dicembre 2987. L'eclissi totale più lunga sarà il 26 aprile 2609, a 5 minuti e 23 secondi. 